# 치후 360
치후 360(Qihoo 360, 奇虎 360, Qihoo 360 Technology Co. Ltd.)은 바이러스 검사 소프트웨어 (360 세이프가드, 360 모바일 세이프), 웹 브라우저 (360 브라우저), 모바일 애플리케이션 스토어 (360 모바일 어시스턴스)로 알려져 있는 중국의 인터넷 보안 회사이다. 2005년 6월에 Zhou Hongyi와 Qi Xiangdong에 의해 설립되었다. 치후 360은 인터넷 보안 제품들의 경우 496,000,000명의 사용자들을 보유하고 있으며 모바일 안티바이러스 제품들의 경우 641,000,000명의 사용자를 보유하고 있다. (2014년 6월 기준)
이 회사의 본사는 중국 베이징 시차오양 구에 있다.

## 비즈니스 모델
치후 360은 온라인 상에 서드파티 안티바이러스 소프트웨어를 판매함으로써 비즈니스 운영을 시작하였다. 머지않아 프리미엄 비즈니스 모델이 중국 시장에 잠재성이 있다는 것을 깨달은 이후로 자신들만의 안티바이러스 제품들은 무료로 제공하기 시작하였다. 짧은 기간에 걸쳐 치후 360의 보안 제품들은 인기를 끌게 되었고 중국 내 시장 점유율을 차지하게 되었다. 이들의 현재 소득은 온라인 게임, 원격 기술 지원, 시스템 통합과 같은 온라인 광고와 서비스를 통한 광대한 사용자 기반으로 이루어진다.

## 제품
- 360 인터넷 시큐리티 - PC 보안 제품. 2013년 6월 11일 시작.
- 360 모바일 시큐리티 - 안드로이드용 모바일 보안 제품. 2013년 6월 11일 시작.
- 360 세이프가드 - 안티바이러스, 시스템 성능 최적화를 포함한 인터넷 보안 제품.
- 360 시큐어 브라우저 - 트라이던트(인터넷 익스플로러) 레이아웃 기술과 웹킷(구글 크롬, 사파리) 레이아웃 기술을 통합한 웹 브라우저. 사용자가 요청한 문서에 따라 360 브라우저는 해당 웹페이지에 대해 최적의 레이아웃 기술을 선택한다.
- 360 모바일 어시스턴트 - 사용자가 안드로이드 앱을 자신들의 PC에 다운로드, 설치 관리할 수 있게 하는 모바일 애플리케이션 스토어.
- 360 시큐리티 - 모바일 안티바이러스 및 일반 보안 제품의 국제화 버전.
- 360 토탈 시큐리티 - 전 세계 사용자를 위한 윈도우 정리, 속도 개선을 하는 치후의 최신 제품.[5]